# FirstGroup
FirstGroup plc, abbreviato in First, è un gruppo multinazionale britannico operante nel settore di trasporto passeggeri, con sede ad Aberdeen, nel nord-est della Scozia.
L'azienda gestisce servizi di trasporto nel Regno Unito e nella Repubblica d'Irlanda. È quotata alla Borsa di Londra e fa parte dell'Indice FTSE 250.

## Storia

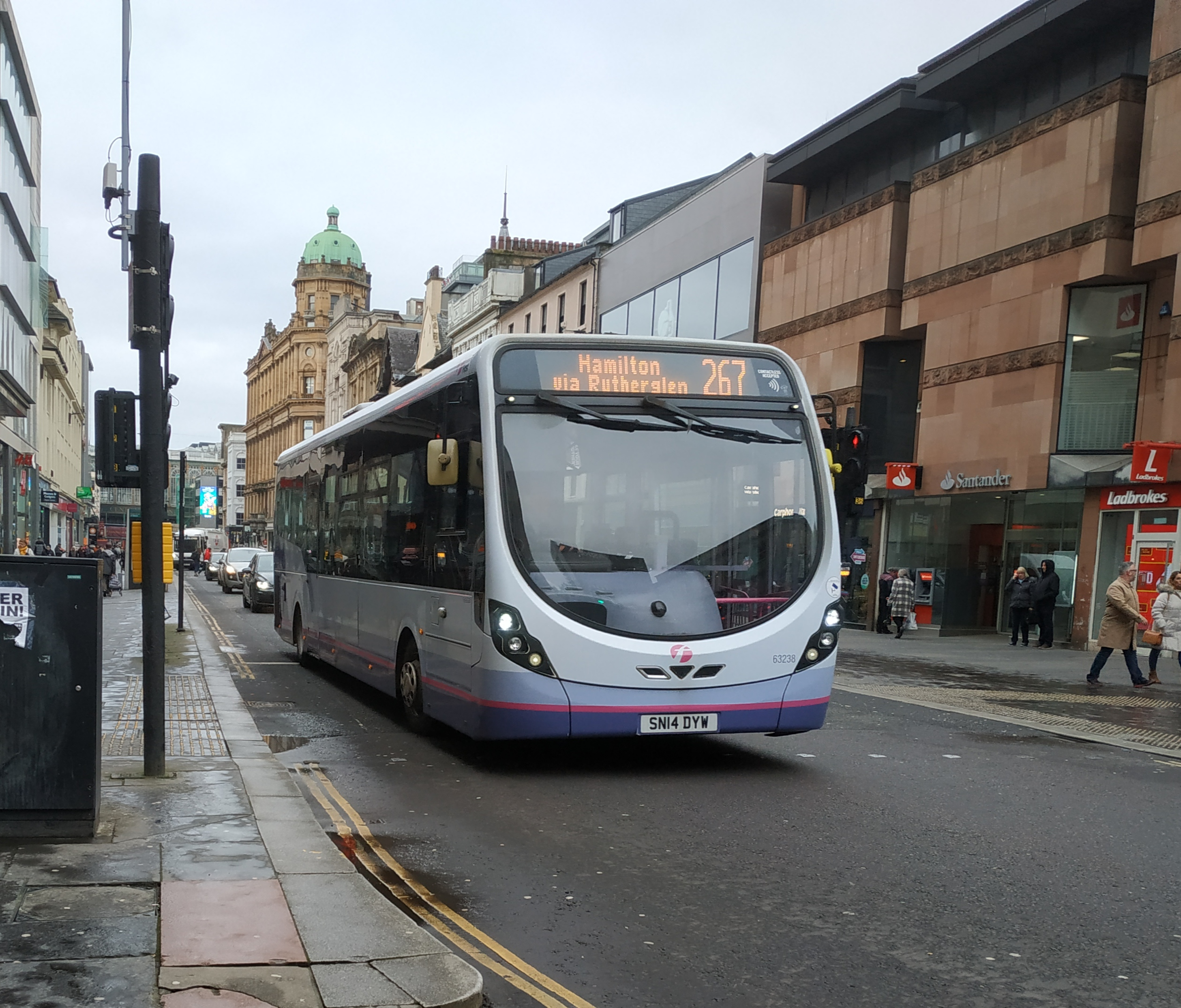
Un autobus della controllata First Glasgow a Glasgow

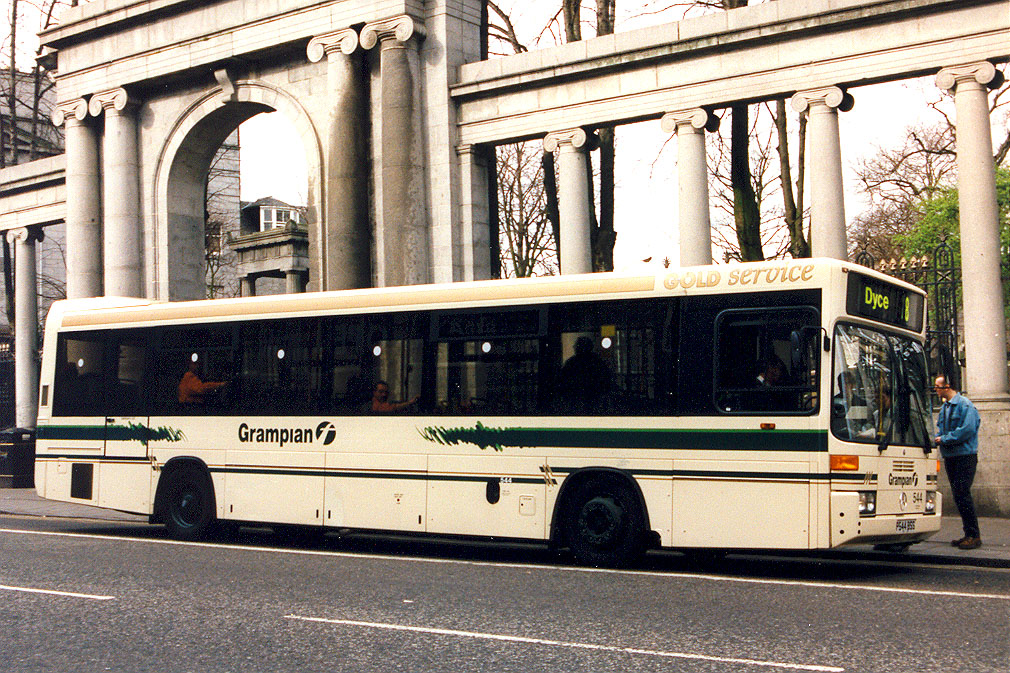
Un autobus di First ad Aberdeen, la cui livrea riporta il nome della compagnia precedente (1998)

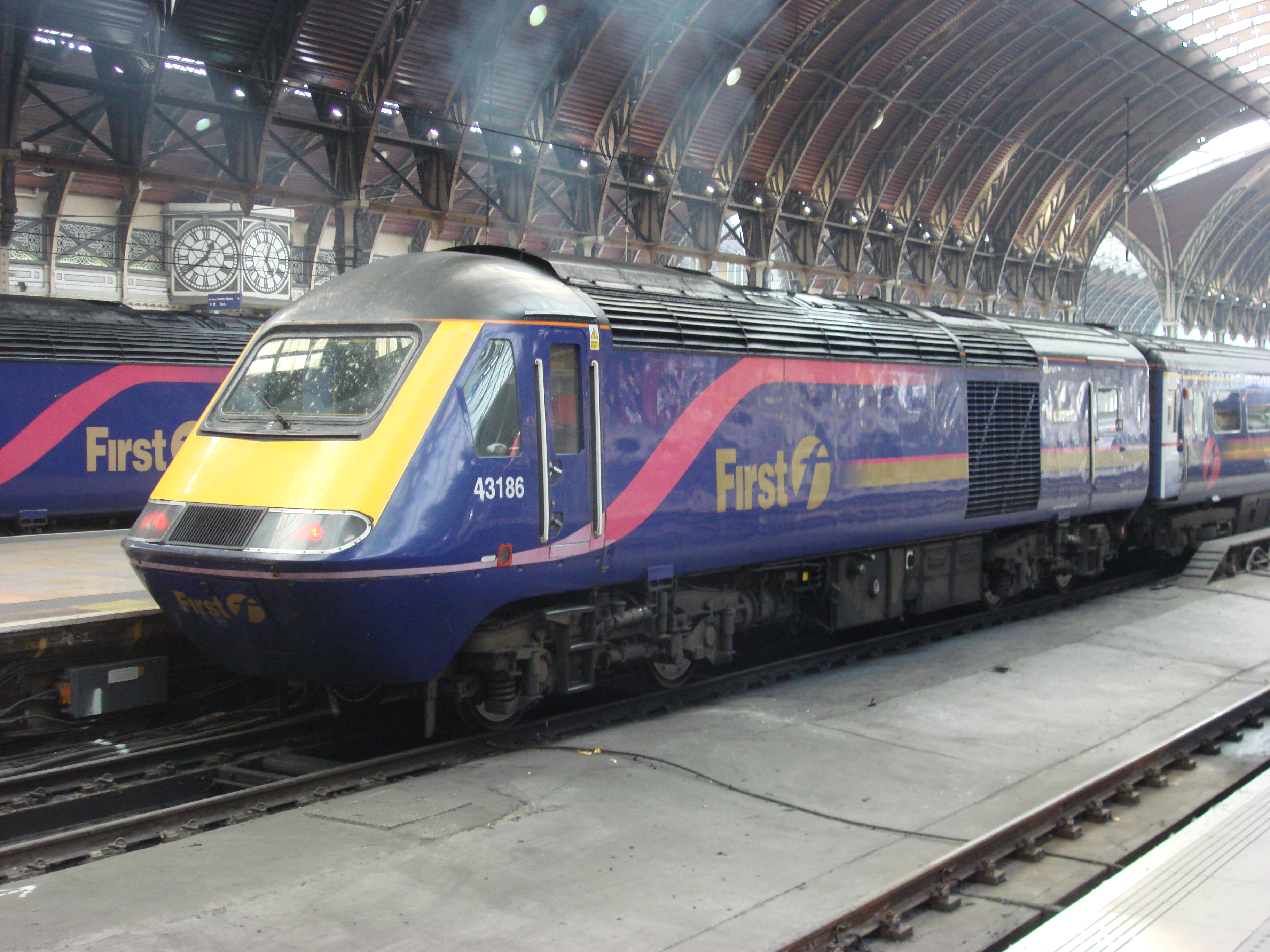
Treno di Great Western Railway alla stazione di Londra Paddington

L'azienda è nata nel giugno 1995, nell'ambito della deregolamentazione del trasporto pubblico su gomma, con il nome di FirstBus dalla fusione di due compagnie di autobus, Badgerline e GRT Group.
Nel 1998, il gruppo è stato rinominato FirstGroup quando è entrato nel settore ferroviario in seguito alla privatizzazione di British Rail.
Poco dopo, l'azienda ha iniziato a gestire la rete Tramlink a Londra.
Nel febbraio 2004, la joint venture di FirstGroup con Keolis ha iniziato a gestire il franchising ferroviario First TransPennine Express, in cui FirstGroup detiene una partecipazione del 55%. Nell'aprile 2004, FirstGroup ha iniziato a gestire il franchising First Great Western Link, e nell'ottobre 2004 ha iniziato a gestire il franchising First ScotRail.
Il Gruppo possedeva anche New World First Bus (NWFB) di Hong Kong, insieme a NWS Holdings Limited. All'inizio del 2004, questa società è stata acquisita da Chow Tai Fook.
Nell'aprile 2021, First Group ha annunciato la vendita delle sue attività nordamericane per 4,6 miliardi di dollari a un fondo di investimento.

A causa di ciò, nell'ottobre 2021, Flixbus ha acquistato Greyhound Lines da FirstGroup per 172 milioni di dollari (quasi 148 milioni di euro), che allora aveva 2 400 destinazioni in Nord America con quasi sedici milioni di passeggeri all'anno.

## Attività
FirstGroup è il più grande operatore di autobus della Gran Bretagna e gestisce oltre il 20% di tutti i servizi di autobus locali. Possiede infatti una flotta di quasi 9 000 autobus trasporta circa 2,9 milioni di passeggeri al giorno in oltre 40 grandi città.
Il gruppo gestisce anche servizi ferroviari passeggeri nel Regno Unito; tra i servizi ferroviari passeggeri che gestisce in franchising ci sono Avanti West Coast, Great Western Railway e South Western Railway. Inoltre, gestisce due servizi passeggeri ad accesso libero non in franchising: Hull Trains e Lumo.
FirstGroup gestisce per conto di Transport for London i servizi di tram sulla rete Tramlink di Londra, che trasporta circa 24 milioni di passeggeri all'anno.
Infine, possiede e gestisce il servizio Aircoach a Dublino, che collega l'aeroporto di Dublino con il centro città, la zona sud di Dublino, Greystones e Bray, oltre a servizi espressi a lunga distanza per Cork e Belfast.
Le attuali attività operative comprendono:

### First Bus
A settembre 2022 First Bus è stata riorganizzata come di seguito riportato:

#### Regno Unito
Scozia

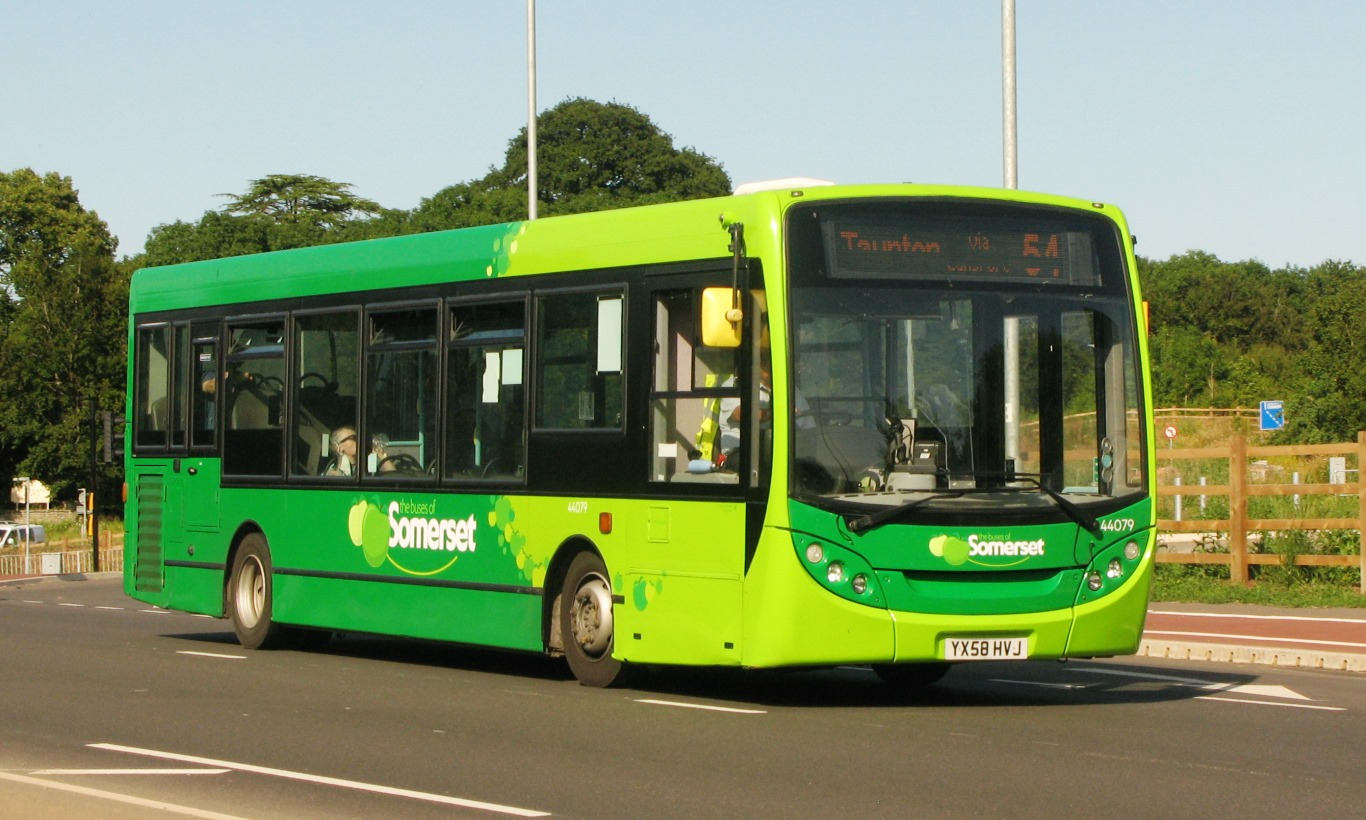
Un Alexander Dennis Enviro200 della società Buses of Somerset a Ruishton (luglio 2021)

- First Aberdeen (precedentemente First Grampian)
- King Coaches (precedentemente First Aberdeen Coach Hire e Grampian Executive)
- First Glasgow (precedentemente First Kelvin e First Greater Glasgow)

Est dell'Inghilterra
- First Eastern Counties
- First Essex (precedentemente First Eastern National, First Thamesway)

Manchester, Midlands e South Yorkshire
- First South Yorkshire & Midlands
- First Leicester
- First Greater Manchester
- First Potteries (operativa nello Staffordshire e nel Cheshire meridionale, precedentemente First PMT/PMT Limited)

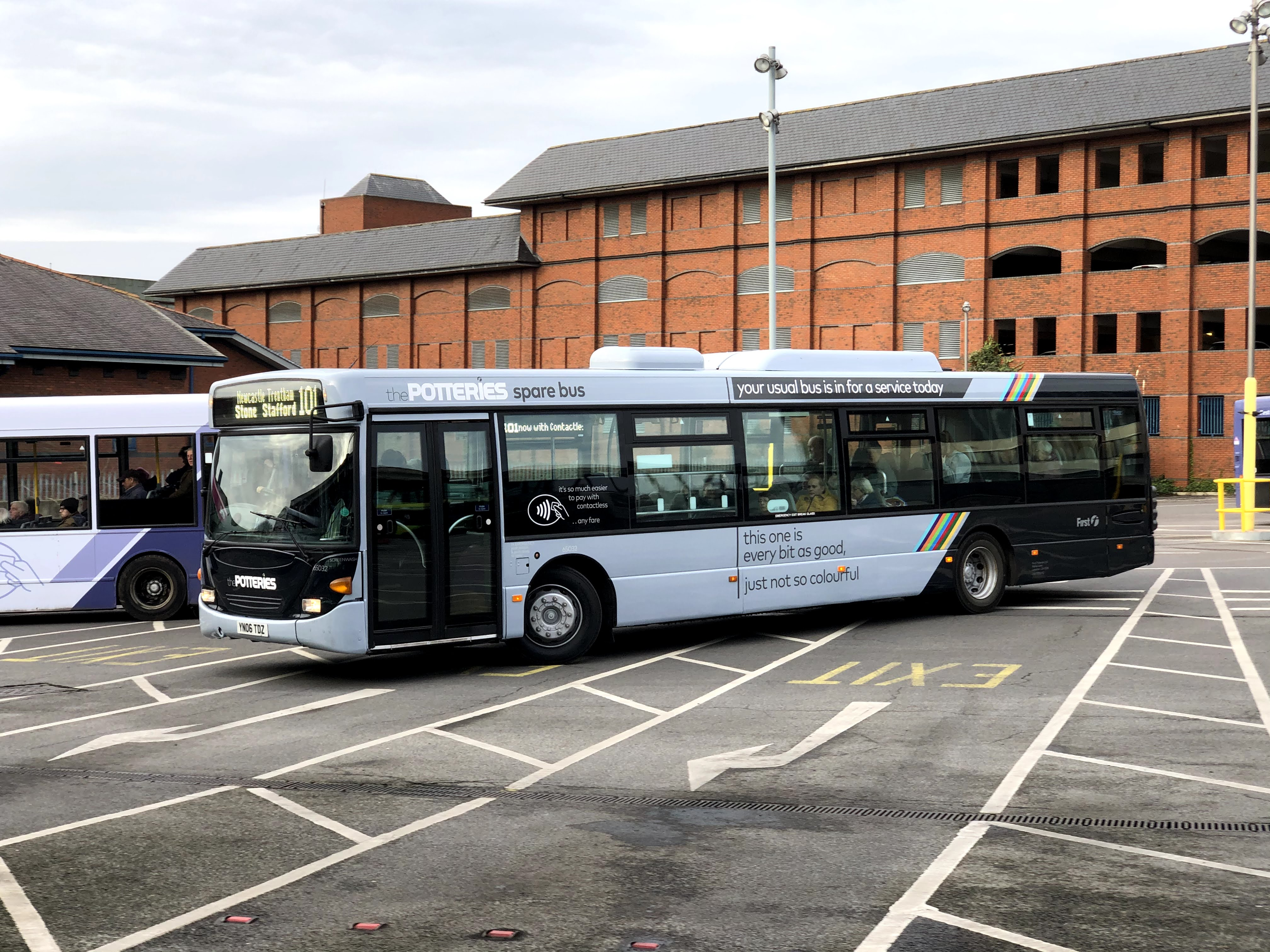
Scania Omnicity della società First Potteries a Stoke-on-Trent (gennaio 2020)

- First South Yorkshire (precentemente First Mainline)

North Yorkshire e West Yorkshire
- First West Yorkshire
- First Bradford
- First Halifax, Calder Valley & Huddersfield
- First Leeds
- First York (che include la gestione del York Park & Ride)

Sud Ovest e Sud Est
- First South West (precedentemente First Devon & Cornwall)
- Kernow
- Buses of Somerset
- First Beeline (precedentemente First Berkshire & The Thames Valley)
- First Hampshire & Dorset
- First West of England (precedentemente First Bristol & First Somerset & Avon)
- First Worcestershire (talvolta indicata con il nome First Wyvern)

Galles
- First Cymru

Altre attività
- First Travel Solutions (precedentemente, fino al 2016, First Rail Support) che fornisce trasporti sostitutivi di emergenza e pianificati alle compagnie ferroviarie che utilizzano mezzi di trasporto sia della società First che di altre società, attraverso la sua sala di controllo aperta 24 ore su 24 a Simonstone, nel Lancashire
- Specialist Passenger Solutions
- Ensignbus

#### Irlanda

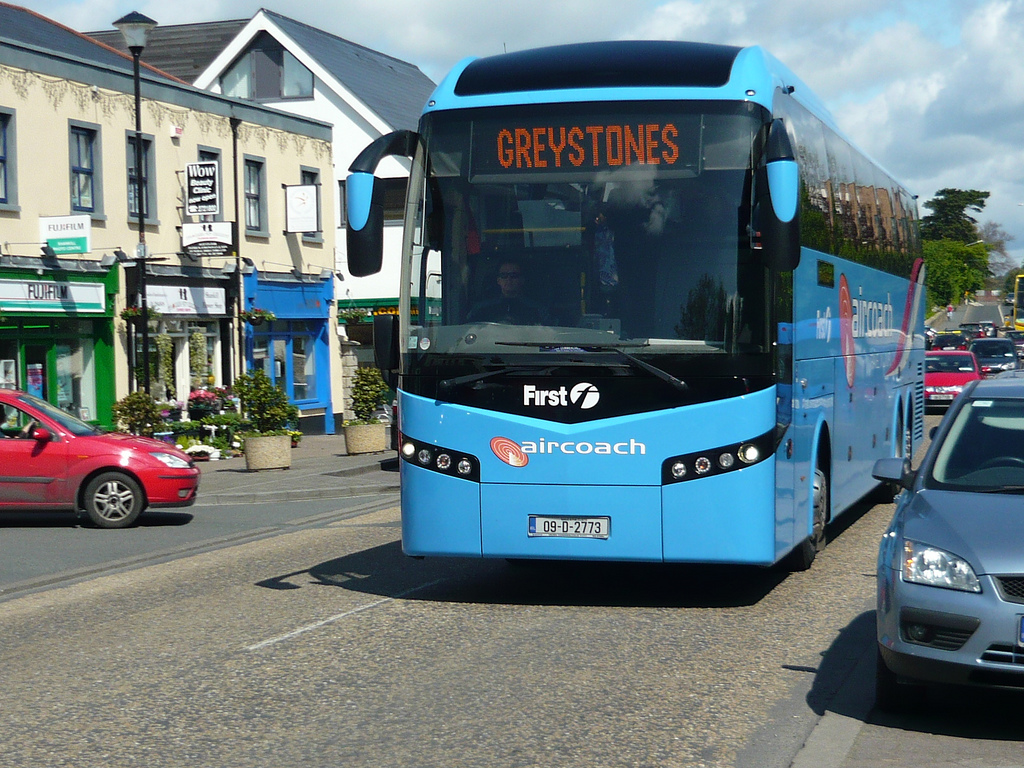
Un Volvo B12B Jonckheere SHV della società Aircoach con destinazione Greystones

- Aircoach

### First Rail

#### Regno Unito

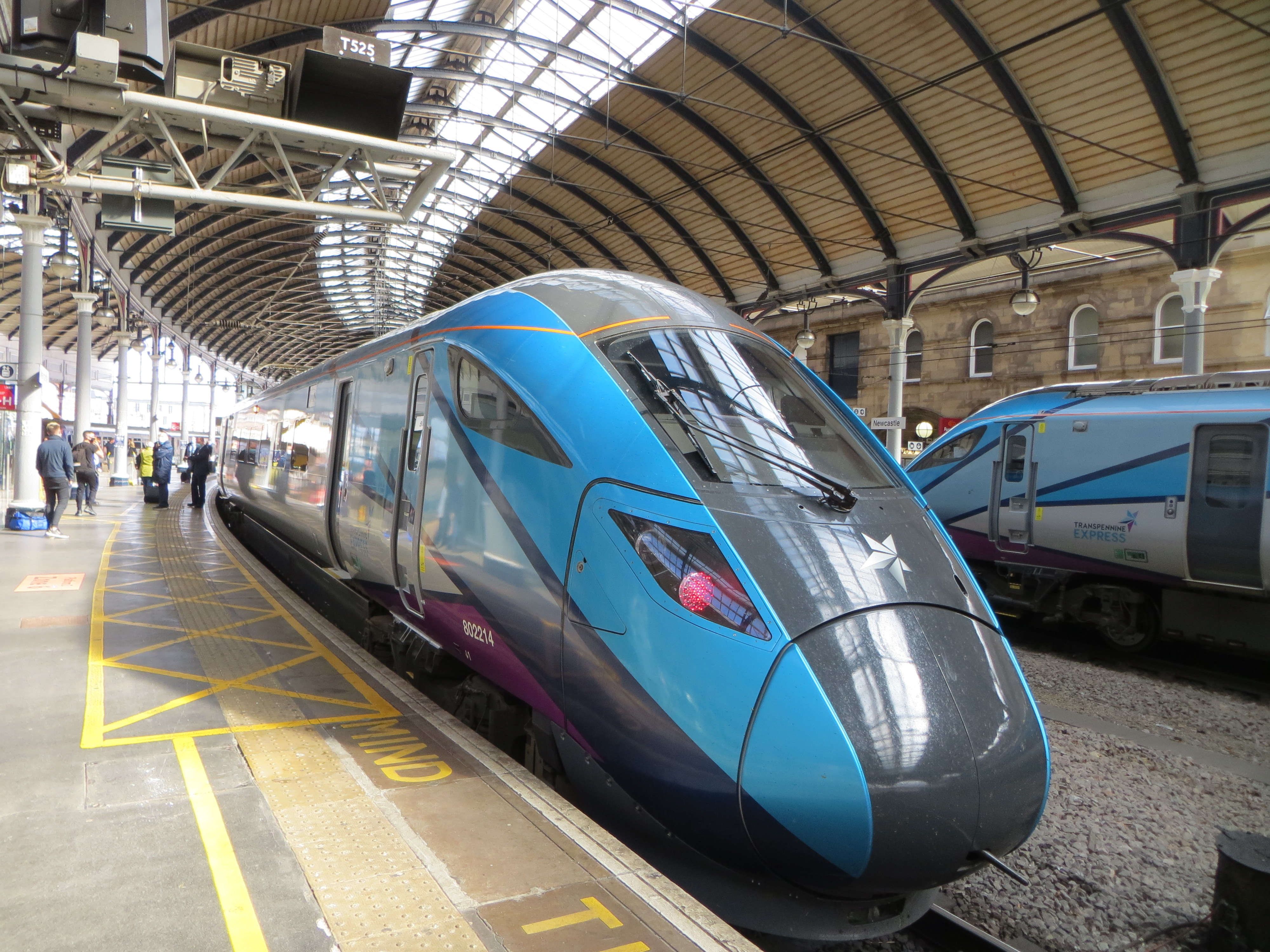
Classe 802 Nova 1 della società TransPennine Express a Newcastle-upon-Tyne (settembre 2020)

- Avanti West Coast (partecipazione azionaria di First al 70%)
- Great Western Railway
- Hull Trains
- London Tramlink
- Lumo
- South Western Railway (partecipazione azionaria di First al 70%)

### Attività cessate

#### Autobus e pullman
Canada
- Greyhound Canada (servizi autobus a lunga percorrenza)
  - Grey Goose Bus Lines
  - Vancouver Island Coach Lines[14]
  - Voyageur Colonial Bus Lines
  - First Student (servizi scolastici, di autobus charter e di trasporto pubblico)
  - HandyDART, servizio contrattualizzato dall'ente della Columbia Britannica, TransLink, per operare servizi di trasporto accessibili nell'area metropolitana di Vancouver

Germania
- FirstGroup Rhein-Neckar, venduta nel settembre 2011 a Marwyn European Transport[15][16]

Hong Kong
- partecipazione azionaria di First al 26% nella società New World First Bus, venduta nel maggio 2000 a New World Development

Regno Unito
- First Chester & The Wirral, venduta a Stagecoach Merseyside & South Lancashire nel gennaio del 2013
- First Northampton, ceduta il 14 settembre 2013
- First Scotland East (precedentemente First SMT, First Borders and First Midland Bluebird) venduta a McGills nel settembre del 2022
- First London, in attività dal marzo del 1997 al settembre del 2013; la maggior parte delle attività sono state vendute a Go-Ahead London, Metroline e Tower Transit, mentre il resto è stato ceduto dopo la scadenza dei contratti attivi a settembre del 2013
- Greyhound UK servizio di autobus a lunga percorrenza,in attività dal settembre del 2009 al dicembre del 2015
- First Borders (precedentemente Lowland Scottish e parte del più ampio gruppo First Scotland East), venduta a West Coast Motors il 26 marzo 2017[17]
- First Southampton (anche nota come First Cityred), ceduta il 18 febbraio 2023[18]

Stati Uniti d'America
- Greyhound Lines (servizi di autobus a lunga percorrenza)
  - BoltBus (un operatore low-cost in competizione con Megabus)
- First Vehicle Services, che si occupava della manutenzione dei veicoli per molte aziende, organizzazioni e amministrazioni locali, comprese le altre divisioni First
- First Student, venduta nel 2021
- First Transit, venduta nel 2021

#### Treni
Danimarca e Svezia
- DSBFirst è stata un'impresa ferroviaria congiunta con Danske Statsbaner (partecipazione al 30%) fino al 2013.

Regno Unito
- First Great Eastern, in attività da gennaio 1997 ad aprile 2004, incorporata nel franchising Greater Anglia e successivamente gestita da National Express come One.
- First North Western, in attività da marzo 1997 a dicembre 2004, le cui operazioni sono state suddivise tra Arriva Trains Wales, First TransPennine Express e Northern Rail.
- First GBRf, in attività da agosto 2003 fino alla vendita nel giugno 2010 al Gruppo Eurotunnel, con il nuovo marchio GB Railfreight.
- First Capital Connect, in attività da aprile 2006 a settembre 2014, a cui è succeduta Govia Thameslink Railway.
- First ScotRail, in attività da ottobre 2004 a marzo 2015, a cui è succeduta Abellio ScotRail & Caledonian Sleeper.
- First TransPennine Express (di cui il gruppo aveva partecipazione del 55%), in attività da febbraio 2004 a marzo 2016, a cui è succeduta TransPennine Express con il 100% di FirstGroup.
- TransPennine Express, in attività da aprile 2016 a maggio 2023, sostituito da TransPennine Express di proprietà del Governo.

Stati Uniti d'America
- Gestione del servizio A-train, nella contea texana di Denton, dalla 2007 al 2020